# Кибернетика
Киберне́тика (от др.-греч. κυβερνητική «искусство управления») — наука об общих закономерностях получения, хранения, преобразования и передачи информации в сложных управляющих системах, будь то машины, живые организмы или общество.

## Обзор
Термин «кибернетика» изначально ввёл в научный оборот Ампер, который в своём фундаментальном труде «Опыт о философии наук, или аналитическое изложение естественной классификации всех человеческих знаний», первая часть которого вышла в свет в 1834 году, вторая в 1843 году, определил кибернетику как науку об управлении государством, которая должна обеспечить гражданам разнообразные блага. В современном понимании — как наука об общих закономерностях процессов управления и передачи информации в машинах, живых организмах и обществе, термин впервые был предложен Норбертом Винером в 1948 году.
Кибернетика включает изучение обратной связи, чёрных ящиков и производных концептов, таких как управление и коммуникация в живых организмах, машинах и организациях, включая самоорганизации. Она фокусирует внимание на том, как что-либо (цифровое, механическое или биологическое) обрабатывает информацию, реагирует на неё и изменяется или может быть изменено, для того чтобы лучше выполнять первые две задачи. Стаффорд Бир назвал её наукой эффективной организации, а Гордон Паск расширил определение, включив потоки информации «из любых источников», начиная со звёзд и заканчивая мозгом.

Пример кибернетического мышления. С одной стороны, компания рассматривается в качестве системы в окружающей среде. С другой стороны, кибернетическое управление может быть представлено как система.

Согласно другому определению кибернетики, предложенному в 1956 году Л. Куффиньялем, одним из пионеров кибернетики, кибернетика — это «искусство обеспечения эффективности действия».
Ещё одно определение предложено Льюисом Кауфманом: «Кибернетика — это исследование систем и процессов, которые взаимодействуют сами с собой и воспроизводят себя».
По словарю Ожегова: «Кибернетика — наука об общих закономерностях процессов управления и передачи информации в машинах, живых организмах и обществе».
Кибернетические методы применяются при исследовании случая, когда действие системы в окружающей среде вызывает некоторое изменение в окружающей среде, а это изменение проявляется на системе через обратную связь, что вызывает изменения в способе поведения системы. В исследовании этих «петель обратной связи» и заключаются методы кибернетики.
Современная кибернетика зарождалась, включая в себя исследования в различных областях систем управления, теории электрических цепей, машиностроения, математического моделирования, математической логики, эволюционной биологии, неврологии, антропологии. Эти исследования появились в 1940 году, в основном, в трудах учёных на т. н. конференциях Мэйси.
Другие области исследований, повлиявшие на развитие кибернетики или оказавшиеся под её влиянием: теория управления, теория игр, теория систем (математический аналог кибернетики), психология (особенно нейропсихология, бихевиоризм, познавательная психология) и философия.

## Сфера кибернетики
Объектом кибернетики являются все управляемые системы. Системы, не поддающиеся управлению в принципе, не являются объектами изучения кибернетики. Кибернетика вводит такие понятия, как кибернетический подход, кибернетическая система. Кибернетические системы рассматриваются абстрактно, вне зависимости от их материальной природы. Примеры кибернетических систем — автоматические регуляторы в технике, ЭВМ, человеческий мозг, биологические популяции, человеческое общество. Каждая такая система представляет собой множество взаимосвязанных объектов (элементов системы), способных воспринимать, запоминать и перерабатывать информацию, а также обмениваться ею.
Кибернетика разрабатывает общие принципы создания систем управления и систем для автоматизации умственного труда. Основные технические средства для решения задач кибернетики — ЭВМ. Поэтому возникновение кибернетики как самостоятельной науки (Н. Винер, 1948) связано с созданием в 40-х годах XX века этих машин, а развитие кибернетики в теоретических и практических аспектах — с прогрессом электронной вычислительной техники.
Кроме средств анализа, в кибернетике используются мощные инструменты для синтеза решений, предоставляемые аппаратами математического анализа, линейной алгебры, геометрии выпуклых множеств, теории вероятностей и математической статистики, а также более прикладными областями математики, такими как математическое программирование, эконометрика, информатика и прочие производные дисциплины.
Особенно велика роль кибернетики в психологии труда и таких её отраслях, как инженерная психология и психология профессионально-технического образования. Кибернетика — наука об оптимальном управлении сложными динамическими системами, изучающая общие принципы управления и связи, лежащие в основе работы самых разнообразных по природе систем — от самонаводящихся ракет-снарядов и быстродействующих вычислительных машин до сложного живого организма.
Управление — это перевод управляемой системы из одного состояния в другое посредством целенаправленного воздействия управляющего.
Оптимальное управление — это перевод системы в новое состояние с выполнением некоторого критерия оптимальности, например, минимизации затрат времени, труда, веществ или энергии.
Сложная динамическая система — это любой реальный объект, элементы которого изучаются в такой высокой степени взаимосвязи и подвижности, что изменение одного элемента приводит к изменению других.

### Направления
Кибернетика — более раннее, но всё ещё используемое общее обозначение для многих предметов. Эти предметы также простираются в области многих других наук, но объединены при исследовании управления системами.

#### Чистая кибернетика
Чистая кибернетика изучает системы управления как понятие, пытаясь обнаружить основные его принципы.

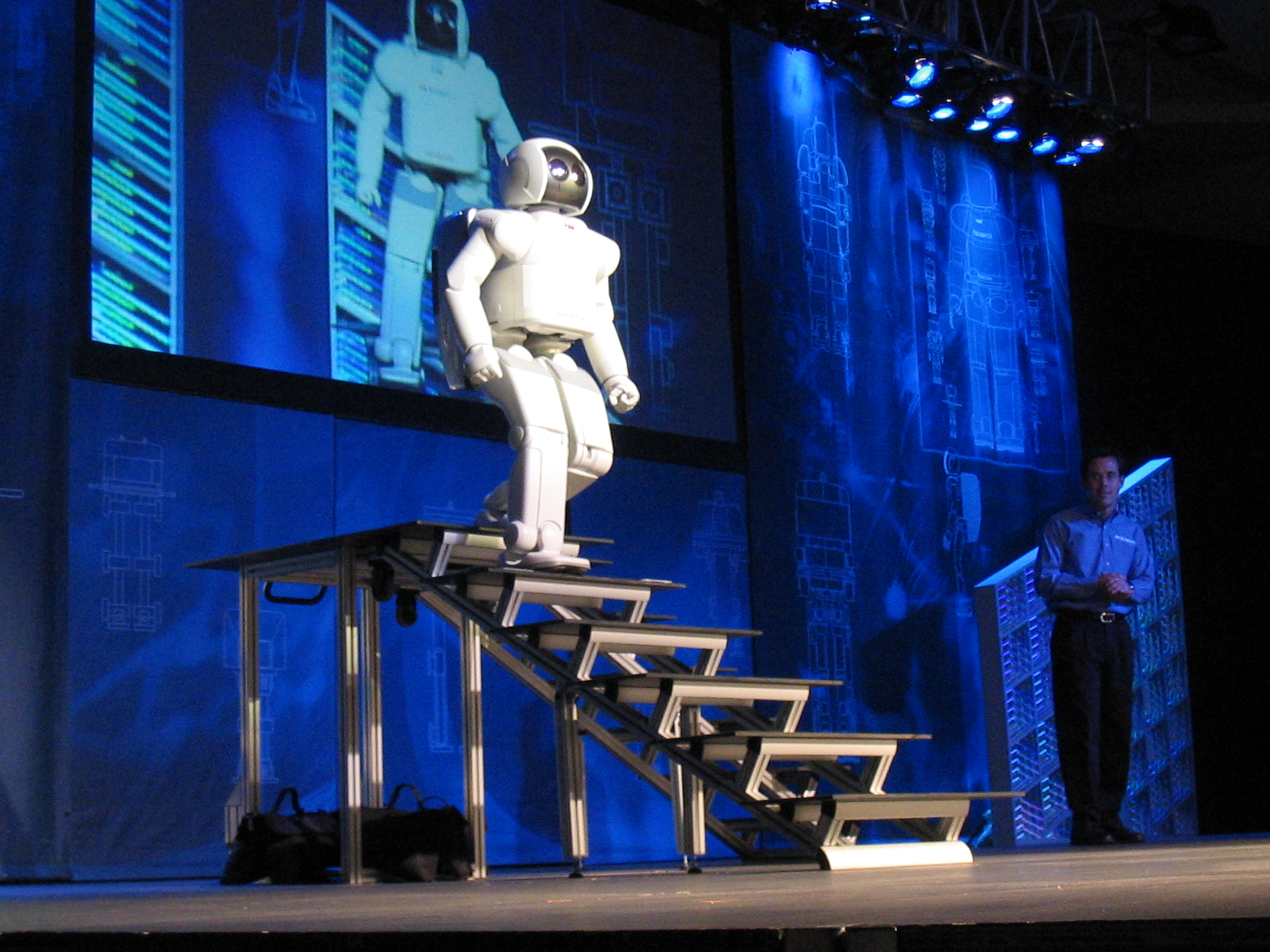
ASIMO использует датчики и интеллектуальные алгоритмы, чтобы избежать препятствий и перемещаться по лестнице

- Искусственный интеллект
- Кибернетика второго порядка
- Компьютерное зрение
- Системы управления
- Эмерджентность
- Обучающиеся организации
- Новая кибернетика
- Interactions of Actors Theory
- Теория общения

#### В биологии
Кибернетика в биологии — это исследование кибернетических систем в биологических организмах, изучающее то, как животные приспосабливаются к окружающей их среде и как информация в форме генов может перейти от поколения к поколению.
Также имеется второе направление — киборги.

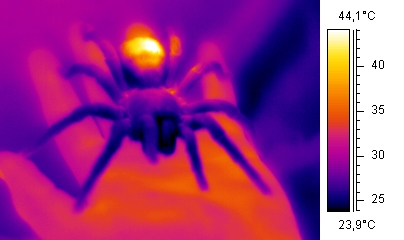
Термический снимок пойкилотермного паука-птицееда на руке гомойотермного человека

- Биоинженерия
- Биологическая кибернетика
- Биоинформатика
- Бионика
- Медицинская кибернетика
- Нейрокибернетика
- Гомеостаз
- Синтетическая биология
- Системная биология

### Теория сложных систем
Теория сложных систем анализирует природу сложных систем и причины, лежащие в основе их необычных свойств.

Способ моделирования сложной адаптивной системы

- Сложная адаптивная система
- Сложные системы
- Теория сложных систем

#### В вычислительной технике
В вычислительной технике методы кибернетики применяются для управления устройствами и анализа информации.
- Робототехника
- Система поддержки принятия решений
- Клеточный автомат
- Симуляция
- Компьютерное зрение
- Искусственный интеллект
- Распознавание объектов
- Система управления
- АСУ
- Киберсемиотика

#### В инженерии
Кибернетика в инженерии используется, чтобы проанализировать отказы систем, в которых маленькие ошибки и недостатки могут привести к сбою всей системы.

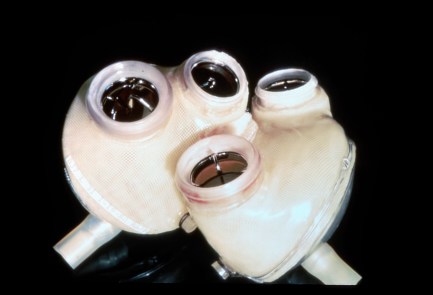
Искусственное сердце, пример биомедицинской инженерии.

- Адаптивная система
- Эргономика
- Биомедицинская инженерия
- Нейрокомпьютинг
- Техническая кибернетика
- Системотехника

#### В экономике и управлении
- Кибернетическое управление
- Экономическая кибернетика
- Исследование операций

#### В математике
- Динамическая система
- Теория информации
- Теория систем

#### В социологии
- Меметика
- Социальная кибернетика

## История
В Древней Греции термин «кибернетика», изначально обозначавший искусство кормчего, стал использоваться в переносном смысле для обозначения искусства государственного деятеля, управляющего городом. В этом смысле он, в частности, используется Платоном в «Законах».
Слово фр. «cybernétique» использовалось практически в современном значении в 1834 году французским физиком и систематизатором наук Андре Ампером (фр. André-Marie Ampère, 1775—1836), для обозначения науки управления в его системе классификации человеческого знания:

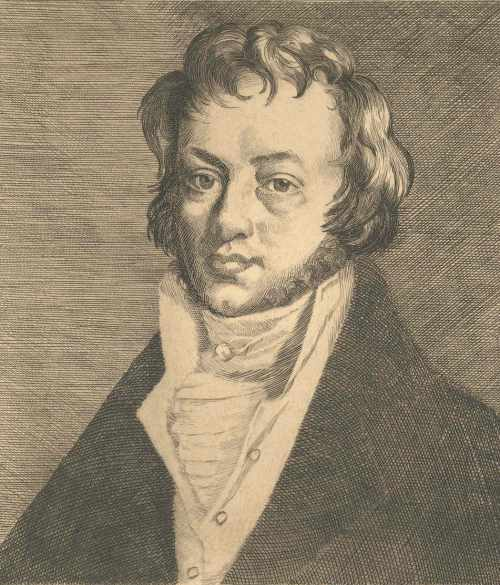
Андре Мари Ампер

«КИБЕРНЕТИКА. Отношения народа к народу, изучаемые <…> предшествующими науками, — лишь небольшая часть объектов, о которых должно печься правительство; его внимания также непрерывно требуют поддержание общественного порядка, исполнения законов, справедливое распределение налогов, отбор людей, которых оно должно назначать на должности, и всё, способствующее улучшению общественного состояния. Оно постоянно должно выбирать между различными мерами, наиболее пригодными для достижения цели; и лишь благодаря глубокому изучению и сравнению разных элементов, предоставляемых ему для этого выбора знанием всего, что имеет отношение к нации, оно способно управлять в соответствии со своим характером, обычаями, средствами существования процветания организацией и законами, которые могут служить общими правилами поведения и которыми оно руководствуется в каждом особом случае.
Итак, только после всех наук, занимающихся этими различными объектами, надо поставить эту, о которой сейчас идёт речь и которую я называю кибернетикой, от слова др.-греч. κυβερνητιχη; это слово, принятое в начале в узком смысле для обозначения искусства кораблевождения, получило употребление у самих греков в несравненно более широком значении искусства управления вообще».

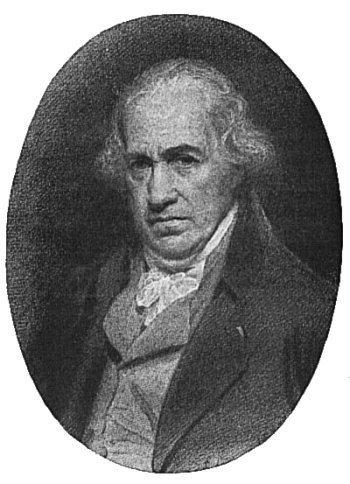
Джеймс Уатт

Первая искусственная автоматическая регулирующая система, водяные часы, была изобретена древнегреческим механиком Ктезибием. В его водяных часах вода вытекала из источника, такого как стабилизирующий бак, в бассейн, затем из бассейна — на механизмы часов. Устройство Ктезибия использовало конусовидный поток для контроля уровня воды в своём резервуаре и регулировки скорости потока воды соответственно, чтобы поддержать постоянный уровень воды в резервуаре, так, чтобы он не был ни переполнен, ни осушен. Это было первым искусственным действительно автоматическим саморегулирующимся устройством, которое не требовало никакого внешнего вмешательства между обратной связью и управляющими механизмами. Хотя они, естественно, не ссылались на это понятие как на науку кибернетику (они считали это областью инженерного дела), Ктезибий и другие мастера древности, такие как Герон Александрийский или китайский учёный Су Сун, считаются одними из первых, изучавших кибернетические принципы.
Исследование механизмов в машинах с корректирующей обратной связью датируется ещё концом XVIII века, когда паровой двигатель Джеймса Уатта был оборудован управляющим устройством, центробежным регулятором обратной связи для того, чтобы управлять скоростью двигателя[значимость факта?]. А. Уоллес описал обратную связь как «необходимую для принципа эволюции» в его известной работе 1858 года. В 1868 году великий физик Дж. Максвелл опубликовал теоретическую статью по управляющим устройствам, одним из первых рассмотрел и усовершенствовал принципы саморегулирующихся устройств. Я. Икскюль применил механизм обратной связи в своей модели функционального цикла (нем. Funktionskreis) для объяснения поведения животных.

### XX век
Современная кибернетика началась в 1940-х как междисциплинарная область исследования, объединяющая системы управления, теории электрических цепей, машиностроение, логическое моделирование, эволюционную биологию, неврологию. Системы электронного управления берут начало с работы инженера Bell Labs Гарольда Блэка в 1927 году по использованию отрицательной обратной связи, для управления усилителями. Идеи также имеют отношения к биологической работе Людвига фон Берталанфи в общей теории систем.
Ранние применения отрицательной обратной связи в электронных схемах включали управление артиллерийскими установками и радарными антеннами во время Второй мировой войны. Джей Форрестер, аспирант в Лаборатории Сервомеханизмов в Массачусетском технологическом институте, работавший во время Второй мировой войны с Гордоном С. Брауном над совершенствованием систем электронного управления для американского флота, позже применил эти идеи к общественным организациям, таким как корпорации и города как первоначальный организатор Школы индустриального управления Массачусетского технологического института в MIT Sloan School of Management. Также Форрестер известен как основатель системной динамики.
У. Деминг, гуру комплексного управления качеством, в чью честь Япония в 1950 году учредила свою главную индустриальную награду, в 1927 году был молодым специалистом в Bell Telephone Labs и, возможно, оказался тогда под влиянием работ в области сетевого анализа. Деминг сделал «понимающие системы» одним из четырёх столпов того, что он описал как глубокое знание в своей книге «Новая экономика».
Многочисленные работы появились в смежных областях. В 1935 году советский физиолог П. К. Анохин издал книгу, в которой было изучено понятие обратной связи («обратная афферентация»). Исследования продолжались, в особенности в области математического моделирования регулирующих процессов, и две ключевые статьи были опубликованы в 1943 году. Этими работами были «Поведение, цель и телеология» Норберта Винера и Дж.Бигелоу, и «Логическое исчисление идей, относящихся к нервной активности» У. Мак-Каллока и У. Питтса.
Кибернетика как научная дисциплина была основана на работах Винера, Мак-Каллока и других, таких как У. Р. Эшби и У. Г. Уолтер.
Уолтер был одним из первых, кто построил автономные роботы в помощь исследованию поведения животных. Наряду с Великобританией и США, важным географическим местоположением ранней кибернетики была Франция.
Весной 1947 года Винер был приглашён на конгресс по гармоническому анализу, проведённому в Нанси, Франция. Мероприятие было организовано группой математиков Николя Бурбаки, где большую роль сыграл математик Ш. Мандельбройт.

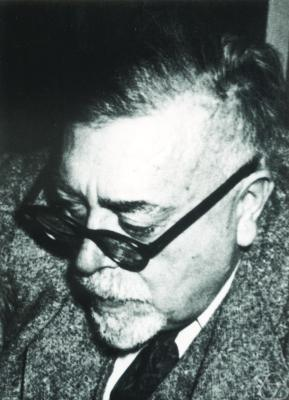
Норберт Винер

Во время этого пребывания во Франции Винер получил предложение написать сочинение на тему объединения этой части прикладной математики, которая найдена в исследовании броуновского движения (т. н. винеровский процесс) и в теории телекоммуникаций. Следующим летом, уже в Соединённых Штатах, он использовал термин «кибернетика» как заглавие научной теории. Это название было призвано описать изучение «целенаправленных механизмов» и было популяризировано в книге «Кибернетика, или управление и связь в животном и машине» (Hermann & Cie, Париж, 1948). В Великобритании вокруг этого в 1949 году образовался Ratio Club.
В начале 1940-х Джон фон Нейман, более известный работами по математике и информатике, внёс уникальное и необычное дополнение в мир кибернетики: понятие клеточного автомата и «универсального конструктора» (самовоспроизводящегося клеточного автомата). Результатом этих обманчиво простых мысленных экспериментов стало точное понятие самовоспроизведения, которое кибернетика приняла как основное понятие. Понятие, что те же самые свойства генетического воспроизводства относились к социальному миру, живым клеткам и даже компьютерным вирусам, является дальнейшим доказательством универсальности кибернетических исследований.
Винер популяризировал социальные значения кибернетики, проведя аналогии между автоматическими системами (такими как регулируемый паровой двигатель) и человеческими институтами в его бестселлере «Кибернетика и общество» (The Human Use of Human Beings: Cybernetics and Society Houghton-Mifflin, 1950).
Одним из главных центров исследований в те времена была Биологическая компьютерная лаборатория в Иллинойсском университете, которой в течение почти 20 лет, начиная с 1958 года, руководил Х. Фёрстер.

#### Кибернетика в СССР
Развитие кибернетики в СССР было начато в 1940-х годах.
В «Философский словарь» 1954 года издания попала характеристика кибернетики как «реакционной лженауки». Конкретно критике подверглись высказывания Винера (математика, не компетентного в биологических науках), противоречащие работам И. Сеченова и И. Павлова. Также Винер в своей кибернетике отвергал саму возможность науки об обществе как таковой, что, разумеется, сразу било по работам Маркса по политэкономии (впрочем, как и по классикам западной социологии). При этом в СССР развивались и вычислительная техника (БЭСМ-1, БЭСМ-2 т. д.), и математика управленческих процессов (наиболее яркий пример: работы Л. С. Понтрягина по оптимальному управлению). Иностранного слова «кибернетика» для их развития, как видно, вовсе и не требовалось.
Реабилитацией кибернетики в СССР можно считать 1955 год, когда в журнале «Вопросы философии» (№ 4) вышла статья академика С. Л. Соболева, А. И. Китова (русский) и А. А. Ляпунова (русский) «Основные черты кибернетики».
Цитата из «Вопросы философии» (№ 4):
- Необходимо отметить, что до последнего времени в нашей популярной литературе имело место неправильное толкование кибернетики, замалчивание работ по кибернетике, игнорирование даже практических достижений в этой области. Кибернетику называли не иначе, как идеалистической лженаукой. Однако не подлежит сомнению, что идея исследования и моделирования процессов, происходящих в нервной системе человека, с помощью автоматических электронных систем, сама по себе глубоко материалистична, и достижения в этой области могут только способствовать утверждению материалистического мировоззрения на базе новейших достижений современной техники. Некоторые наши философы допустили серьезную ошибку: не разобравшись в существе вопросов, они стали отрицать значение нового направления в науке в основном из-за того, что вокруг этого направления была поднята за рубежом сенсационная шумиха, из-за того, что некоторые невежественные буржуазные журналисты занялись рекламой и дешевыми спекуляциями вокруг кибернетики, а реакционные деятели сделали все возможное, чтобы использовать новое направление в науке в своих классовых, реакционных интересах. Не исключена возможность, что усиленное реакционное, идеалистическое толкование кибернетики в популярной реакционной литературе было специально организовано с целью дезориентации советских ученых и инженеров, с тем, чтобы затормозить развитие нового важного научного направления в нашей стране. Необходимо заметить, что автору кибернетики Н. Винеру необоснованно приписывались в нашей печати высказывания о принципиальной враждебности автоматики человеку, о необходимости заменить рабочих машинами, а также о необходимости распространить положения кибернетики на изучение законов общественного развития и истории человеческого общества. В действительности Н. Винер в своей книге «Кибернетика» (N. Winer «Cybernetics». N. Y. 1948) говорит о том, что в условиях капиталистического общества, где все оценивается деньгами и господствует принцип купли-продажи, машины могут принести человеку не благо, а, наоборот, вред. Далее, Винер пишет, что в условиях хаотичного капиталистического рынка развитие автоматики приведет к новой промышленной революции, которая сделает лишними людей со средними интеллектуальными возможностями и обречет их на вымирание. И здесь же Винер пишет, что выход заключается в создании другого общества, такого общества, где бы человеческая жизнь ценилась сама по себе, а не как объект купли-продажи. И, наконец, Винер весьма осторожно подходит к вопросу о возможности применения кибернетики к исследованию общественных явлений, утверждая, что, хотя целый ряд общественных явлений и процессов может быть исследован и объяснен с точки зрения теории информации, в человеческом обществе, помимо статистических факторов, действуют еще другие силы, не поддающиеся математическому анализу, и периоды жизни общества, в которые сохраняется относительное постоянство условий, необходимое для применения статистических методов исследования, слишком коротки и редки, чтобы можно было ожидать успеха от применения математических методов к исследованию законов общественного развития в исторические периоды. Следует заметить, что в книге Н. Винера «Кибернетика» содержится острая критика капиталистического общества, хотя автор и не указывает выхода из противоречий капитализма и не признает социальной революции.
- Зарубежные реакционные философы и писатели стремятся использовать кибернетику, как и всякое новое научное направление, в своих классовых интересах. Усиленно рекламируя и зачастую преувеличивая высказывания отдельных ученых кибернетиков о достижениях и перспективах развития автоматики, реакционные журналисты и писатели выполняют прямой заказ капиталистов внушить рядовым людях мысль об их неполноценности, о возможности замены рядовых работников механическими роботами и тем самым стремятся принизить активность трудящихся масс в борьбе против капиталистической эксплуатации. Нам надлежит решительно разоблачать это проявление враждебной идеологии. Автоматика в социалистическом обществе служит для облегчения и повышения производительности труда человека. Следует вести борьбу также и против вульгаризации метода аналогий в изучении процессов высшей нервной деятельности, отвергая упрощенную, механистическую трактовку этих вопросов, тщательно исследуя границы применимости электронных и механических моделей и схем для представления процессов мышления."
- Сам же Анатолий  Иванович Китов являлся одним из главных идеологов перестройки управления плановым хозяйством СССР за счёт повсеместного использования экономико-математических методов и ЭВМ, объединённых в национальную компьютерную сеть, названную им Единой государственной сетью вычислительных центров (ЕГСВЦ)[10]. Свой проект об этом (проект "Красная книга") А.И. Китов послал в 1959 году главе СССР Н.С. Хрущёву. Фактически глобальный проект Китова "Красная книга" был прообразом современной сети Интернет.

В СССР одним из главных борцов за реабилитацию «буржуазной лженауки» кибернетики был А. И. Китов, который был автором первых положительных публикаций о ней и убеждённым пропагандистом её идей. Его научные труды и статьи, написанные им самостоятельно и совместно с А. И. Бергом, А. А. Ляпуновым и С. Л. Соболевым, относящиеся к периоду 1952—1961 гг., сыграли огромную роль в признании кибернетики как науки и развитии информатики в Советском Союзе и в нескольких других странах. В 1951-52 годах А. И. Китов, ознакомившись в спецхране секретного конструкторского бюро по разработке ЭВМ СКБ-245 с оригиналом книги американского учёного Норберта Винера «Кибернетика», сразу же оценил большую пользу для общества, которую эта новая наука может принести. Не только оценил, но и написал развёрнутую положительную статью «Основные черты кибернетики». Затем прошло около полутора лет многочисленных публичных выступлений о кибернетике А. И. Китова и А. А. Ляпунова, прежде чем Идеологический отдел ЦК КПСС санкционировал публикацию этой статьи. В середине 1955 года эта статья за подписями академика С. Л. Соболева, А. И. Китова и А. А. Ляпунова была опубликована в журнале «Вопросы философии» (№4). Эта статья вошла в историю российской науки как победный момент в борьбе за кибернетику. В том же  1955 году Анатолий Иванович Китов опубликовал во всесоюзном журнале "Радио", выходящем в СССР массовым тиражом, ещё одну пионерскую статью о кибернетике "Техническая кибернетика"
В 1960-е и 1970-е на кибернетику, как на техническую, так и на экономическую, уже стали делать большую ставку.

### Упадок и возрождение
В течение последних 30 лет кибернетика прошла через взлёты и падения, становилась всё более значимой в области изучения искусственного интеллекта и биологических машинных интерфейсов (то есть киборгов), но, лишившись поддержки, потеряла ориентиры дальнейшего развития.

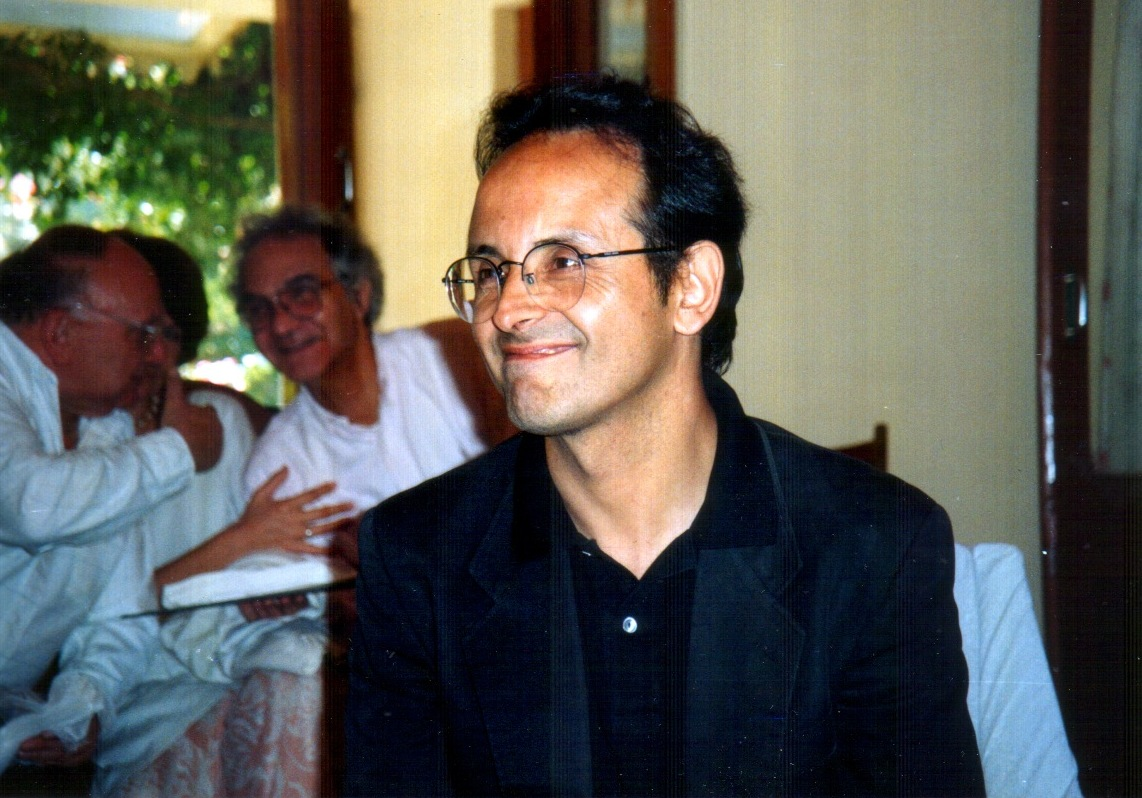
Франсиско Варела

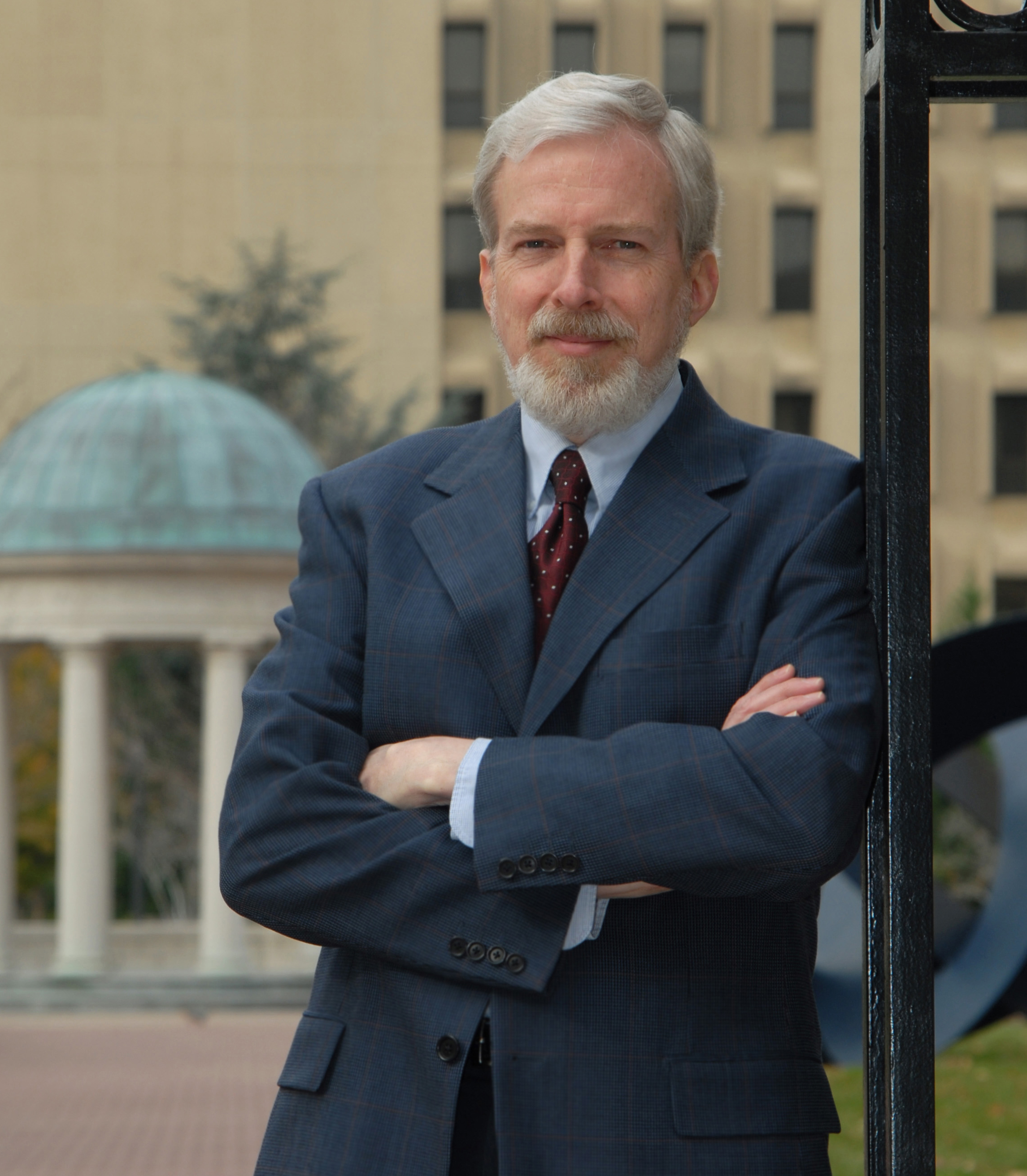
Стюарт А. Амплеби

В 1970-х новая кибернетика проявилась в различных областях, но особенно — в биологии. Некоторые биологи под влиянием кибернетических идей (Матурана и Варела, 1980; Варела, 1979; Атлан, 1979), «осознали, что кибернетические метафоры программы, на которых базировалась молекулярная биология, представляли собой концепцию автономии, невозможную для живого существа. Следовательно, этим мыслителям пришлось изобрести новую кибернетику, более подходящую для организаций, которые человечество обнаруживает в природе — организаций, не изобретённых им самим». Возможность того, что эта новая кибернетика применима к социальным формам организаций, остаётся предметом теоретических споров с 1980-х годов.
В экономике в рамках проекта Киберсин попытались ввести кибернетическую плановую экономику в Чили в начале 1970-х. Эксперимент был остановлен в результате путча 1973 года, оборудование было уничтожено.
В 1980-х новая кибернетика, в отличие от её предшественницы, интересуется «взаимодействием автономных политических фигур и подгрупп, а также практического и рефлексивного сознания предметов, создающих и воспроизводящих структуру политического сообщества. Основное мнение — рассмотрение рекурсивности, или самозависимости политических выступлений, как в отношении выражения политического сознания, так и путями, в которых системы создаются на основе самих себя».
Голландские учёные-социологи Гейер и Ван дер Зоувен в 1978 году выделили ряд особенностей появляющейся новой кибернетики. «Одной из особенностей новой кибернетики является то, что она рассматривает информацию как построенную и восстановленную человеком, взаимодействующим с окружающей средой. Это обеспечивает эпистемологическое основание науки, если смотреть на это с точки зрения наблюдателя. Другая особенность новой кибернетики — её вклад в преодоление проблемы редукции (противоречий между макро- и микроанализом). Таким образом, это связывает индивидуума с обществом». Гейер и Ван дер Зоувен также отметили, что «переход от классической кибернетики к новой кибернетике приводит к переходу от классических проблем к новым проблемам. Эти изменения в размышлении включают, среди других, изменения от акцента на управляемой системе к управляющей и фактору, который направляет управляющие решения. И новый акцент на коммуникации между несколькими системами, которые пытаются управлять друг другом» .
Последние усилия в изучении кибернетики, систем управления и поведения в условиях изменений, а также в таких смежных областях, как теория игр (анализ группового взаимодействия), системы обратной связи в эволюции и исследование метаматериалов (материалов со свойствами атомов, их составляющих, за пределами ньютоновых свойств), привели к возрождению интереса к этой всё более актуальной области.

## Известные учёные
- Ампер, Андре Мари (1775—1836)
- Корсаков, Семён Николаевич (1787—1853)
- Вышнеградский, Иван Алексеевич (1831—1895)
- Винер, Норберт (Norbert Wiener) (1894—1964)
- Эшби, Уильям Росс (1903—1972)
- Бейтсон, Грегори (1904—1980)
- Клаус, Георг (1912—1974)
- Китов, Анатолий Иванович (1920—2005)
- Ляпунов Алексей Андреевич (1911—1973)
- Глушков Виктор Михайлович (1923—1982)
- Бир, Энтони Стаффорд (1926—2002)
- Берг, Аксель Иванович (1893—1979)
- Тихонов, Андрей Николаевич (1906—1993)
- Соболев, Сергей Львович (1908—1989)
- Полетаев, Игорь Андреевич (1915—1983)
- фон Фёрстер, Хайнц (1911—2002)
- Шеннон, Клод (1916—2001)